# Coupe d'Irlande féminine de football 2023
Navigation
Édition précédente Édition suivante
La Coupe d'Irlande féminine de 2023 est la 35e édition de la Coupe d'Irlande féminine de football. Cette compétition est organisée par la Fédération d'Irlande de football. Le Shelbourne Ladies Football Club est le tenant du titre avec sa victoire en 2022.

## Organisation de la compétition
Quatre tours avec des matchs à élimination directe sont organisés pour déterminer le vainqueur de la compétition.
Quinze équipes s'opposent en match à élimination directe jusqu'à la finale. Le vainqueur de 2022, Shelbourne, est directement qualifiée pour les quarts de finale<.
Quatre équipes amateures sont invitées  : Terenure Rangers, Killester Donnycarney, Cabinteely et Bonagee United.

## Premier tour
Le premier tour se déroule les 26 et 27 août 2023.
| Club recevant          | Score           | Club visiteur         |
| ---------------------- | --------------- | --------------------- |
| Terenure Rangers       | 0-5             | Cork City WFC         |
| Treaty United          | 2-3 a. p.       | Peamount United       |
| DLR Waves              | 3-3 t. a. b.4-3 | Wexford Youths WFC    |
| Shamrock Rovers Ladies | 8-0             | Killester Donnycarney |
| Athlone Town Ladies    | 0-0 t. a. b.5-4 | Galway United         |
| Cabinteely Women       | 0-3             | Bohemian Women        |
| Sligo Rovers Women     | 11-0            | Bonagee United WFC    |

## Quarts de finale
| Quart de finale 1       | Shelbourne Ladies                       | 2 - 1   | DLR Waves      | Tolka Park |  |
| 16 septembre 2023 14:00 | Megan Smyth-Lynch 27e · Morgan Rees 65e | (1 - 1) | Freya Roche 8e |            |  |

| Quart de finale 2       | Athlone Town Ladies | 0 - 0      | Peamount United | Athlone Town Stadium |  |
| 16 septembre 2023 19:00 |                     | (0-0, 0-0) |                 |                      |  |
| 16 septembre 2023 19:00 | Tirs au but 3 - 2   |            |                 |                      |  |

| Quart de finale 3       | Bohemian Women | 0 - 1 | Sligo Rovers Women | Dalymount Park |  |
| 16 septembre 2023 15:00 |                | (0-0) | Emma Hansberry 78e |                |  |

| Quart de finale 4 | Cork City WFC | 0 - 5 | Shamrock Rovers Ladies                                                          | Turners Cross |  |
| 17 septembre 2023 |               | (0-2) | Stephanie Zambra 13e · Áine O'Gorman 41e 76e · Joy Ralph 72e · Lauren Kelly 90e |               |  |

## Demi-finales
| Demi-finale 1         | Sligo Rovers Women | 0 - 4 | Athlone Town Ladies                                                        | The Showgrounds |  |
| 14 octobre 2023 18:00 |                    | (0-2) | Madison Gibson 30e (pen.) 42e · Jesi Lynne Rossman 62e · Roisin Molloy 75e |                 |  |

| Demi-finale 2         | Shamrock Rovers Ladies | 0 - 2   | Shelbourne Ladies | Tallaght Stadium    |                     |
| 14 octobre 2023 16:00 | | (0-0)   | Christie Gray 51e · Hannah Healy 6e | Spectateurs : 1 567 | Spectateurs : 1 567 |
| 14 octobre 2023 16:00 | Amanda Budden, Jessica Gargan, Shauna Fox, Jessica Hennessy, Aoife Kelly, Alannah McEvoy (Jaime Thompson 61e), Stephanie Zambra (Melissa O'Kane 61e), Lia O'Leary, Áine O'Gorman, Joy Ralph, Scarlett Herron (Lauren Kelly 83e) | Équipes | Amanda McQuillan, Keeva Keenan, Pearl Slattery, Leah Doyle, Rachel Graham (Nadine Clare), Megan Smyth-Lynch (Noelle Murray 77e), Hannah Healy (Jemma Quinn 83e), Kerri Letmon (Alex Kavanagh 83e), Margaret Pierce, Christie Gray, Elizabeth Moore | Spectateurs : 1 567 | Spectateurs : 1 567 |

Le derby dublinois se joue devant 1 567 spectateurs, un record pour les hoops dans leur stade.

## Finale
Pour la deuxième année consécutivement la finale oppose les Shelbourne Ladies tenantes du titre aux Athlone Town Ladies. Ces dernières vont donc tenter de prendre leur revanche.
La finale 2023 se déroule au Tallaght Stadium le 19 novembre 2023.
| Entraîneur :   |
| Ciarán Kilduff |

| Entraîneur : |
| Noel King    |

| Entraîneur :   |
| Ciarán Kilduff |

| Entraîneur : |
| Noel King    |

Athlone Town Ladies remporte pour la première fois de son histoire la Coupe d'Irlande. Ce sont elles qui ouvrent la marque à la 33e minute par Dana Scheriff meilleure buteuse de la saison en championnat. Shelbourne égalise au milieu de la deuxième mi-temps par la remplaçante Jemma Quinn. C'est elle qui donne l'avantage aux Reds lors de la première prolongation. Gillian Keenan vient enfin remettre les deux équipes à égalité à la 115e minute. Athlone l'emporte aux tirs au but après deux échecs de son adversaire.